# حصار المعمورة (1681)
حصار المعمورة عملية عسكرية شنها السلطان مولاي إسماعيل عام 1681 تحرير المعمورة من الاحتلال الإسباني . فتحت القوات المغربية في النهاية المدينة.

## السياق التاريخي
احتلت المعمورة منذ عام 1614  ، وسماها الإسبان “ سان ميغيل دي أولترامارا »، لكنها تعرضت لهجمات عديدة من قبل سيدي محمد العياشي في 1614 و1621 و1628 و1629 ، والدلائيين في 1647  ، ومولاي إسماعيل بين 1675 و1678.
يعد وفاة مولاي رشيد، خلفه مولاي إسماعيل وفرض سلطته على كامل البلاد، بعد أن هزم ابن أخيه المتمرد أحمد بن محرز ، ثم أخضع القبائل المتمردة. وبعد أن وحد الطريق، بدأ مولاي إسماعيل في تنظيم مشروعه لاستعادة المدن التي احتلها الأوروبيون. قرر إنشاء الجيش الريفي في عام 1678  ، وهو جيش يتكون بشكل رئيسي من مقاتلين من قبائل الأمازيغ الريفية  ، المشهورين بمهارتهم القتالية، لاستعادة المدن المحتلة.  قاد الجيش القائد الريفي للقصر الكبير وعامل منطقة الهبت عمار بن حدو البطوي، وهو من قبيلة تمسمان . في عام 1679 ، بدأ مولاي إسماعيل حملته بحصار طنجة، ولكن نظرًا لأهمية المقاومة الإنجليزية، قرر إرسال عمار بن حدو البطوي وجيشه الريفي المرابطين آنذاك في طنجة لحصار المعمورة.

## العملية
بعد علمه أن بضعف الحامية الإسبانية المتحصنة بالمعمورة  ، قرر مولاي إسماعيل إرسال القائد عمار بن حدو البطوي وجيشه الريفي لمهاجمة القلعة. كما انضم إلى المعركة عدد من المجاهدين من مدينة سلا  وأشهرهم أحمد حجي. لم يتمكن الإسبان من تلقي دعم خارجي. وبعد قرب فتح المدينة، دعا عمار بن حدو السلطان مولاي إسماعيل ليشهد فتحها. ودخل المسلمون المدينة في 26 أبريل 1681، بعد قتال عنيف مع الإسبان، بعد أن سيطروا على أبراج النهر مما سمح لهم بالتحكم في مصادر المياه. بعد بضعة أيام، ومع نقص الماء والغذاء، وعدم وصول أية إمدادات، قرر حاكم المعمورة الإسباني، المهدد بانتفاضة الجنود والمدانين الخاضعين لقيادته، تسليم المدينة  ،30  أو 3. أسر أكثر من 309 إسباني، بما فيهم قائد الحامية. ومنحهم مولاي إسماعيل الأمان.
اخنلفت المصادر حول مصير عمار بن حدو البطوي فمنهم من قال قتل أثناء الحصار  ومنهم من قال مات بالطاعون بعد فترة وجيزة حسب رواية أخرى. وحل محله أخوه أحمد بن حدو البطوي وابن عمه علي بن عبد الله الريفي على رأس الجيش الريفي.
غنم مولاي إسماعيل 103 مدفع ( 88 نحاسي و 15 حديدي )  ، بالإضافة إلى مخزون ضخم من الذخائر المتنوعة. وقرر إعادة تسمية القلعة إلى المهدية لأنها مثل الهدية أهدت للبلاد غنيمة لهائلة. سكن المدينة المقاتلون الريفيين برفقة عائلاتهم  ، كما سكنتها حامية قوية من عبيد البخاري من منطقة سوس.